# NGC 3018
NGC 3018 je galaksija u zviježđu Sekstantu.

## Vanjske poveznice
- SEDS: NGC 3018